# Шенау (Рейнланд-Пфальц)
Шенау (нім. Schönau) — громада в Німеччині, розташована в землі Рейнланд-Пфальц. Входить до складу району Південно-Західний Пфальц. Складова частина об'єднання громад Данер-Фельзенланд.
Площа — 16,34 км2. Населення становить 424 ос. (станом на 31 грудня 2020).

## Галерея

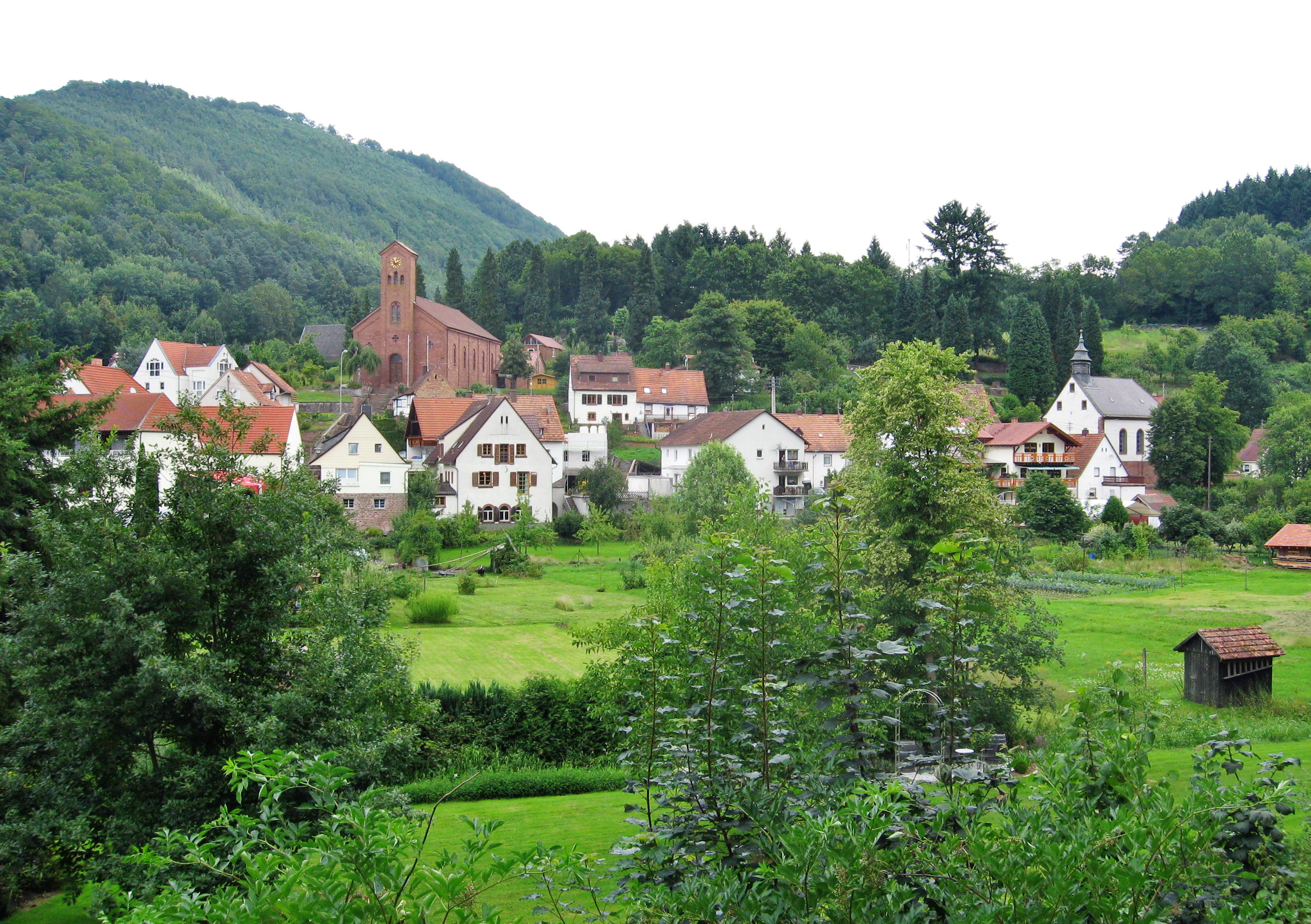
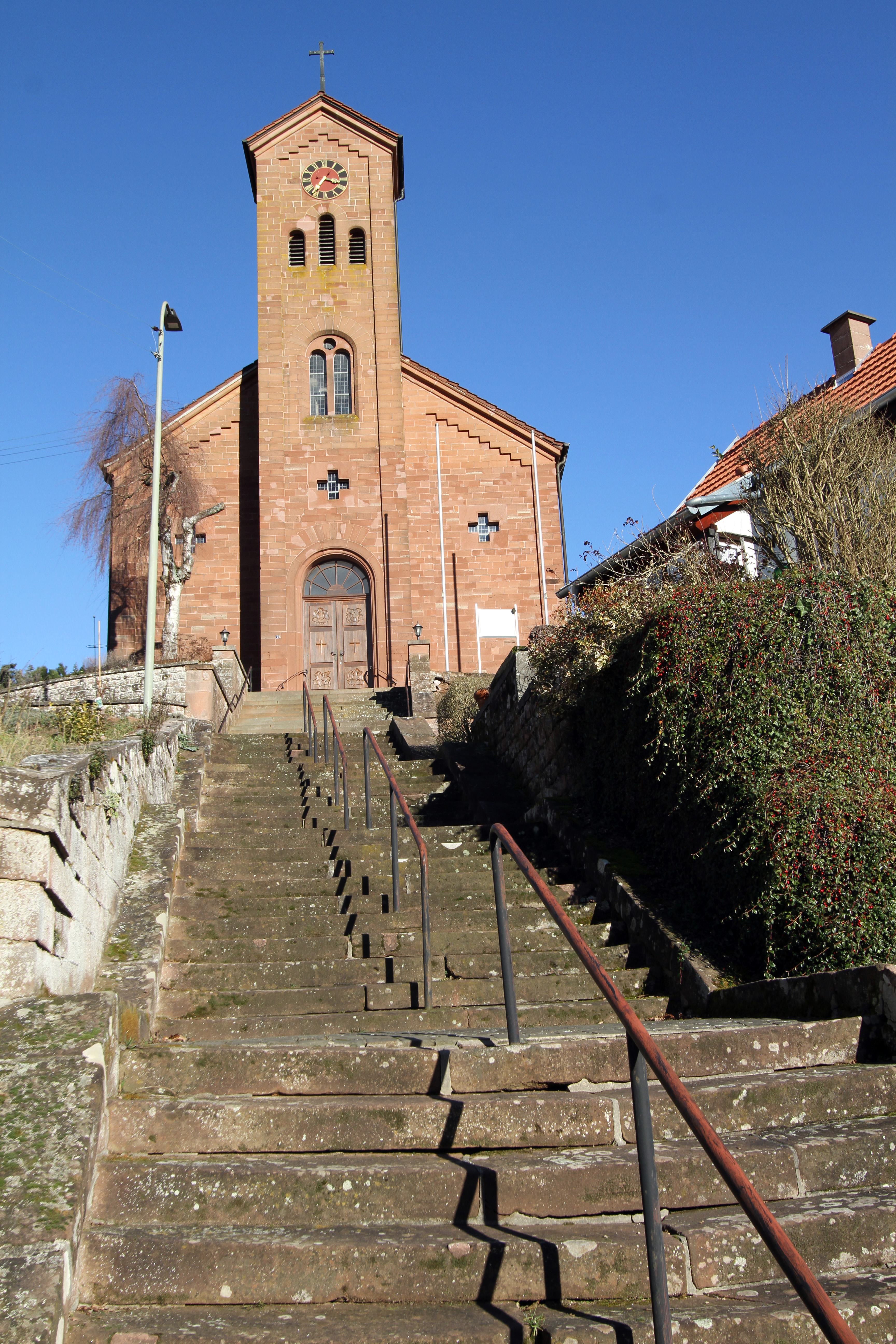
Собор св. Мікаеля
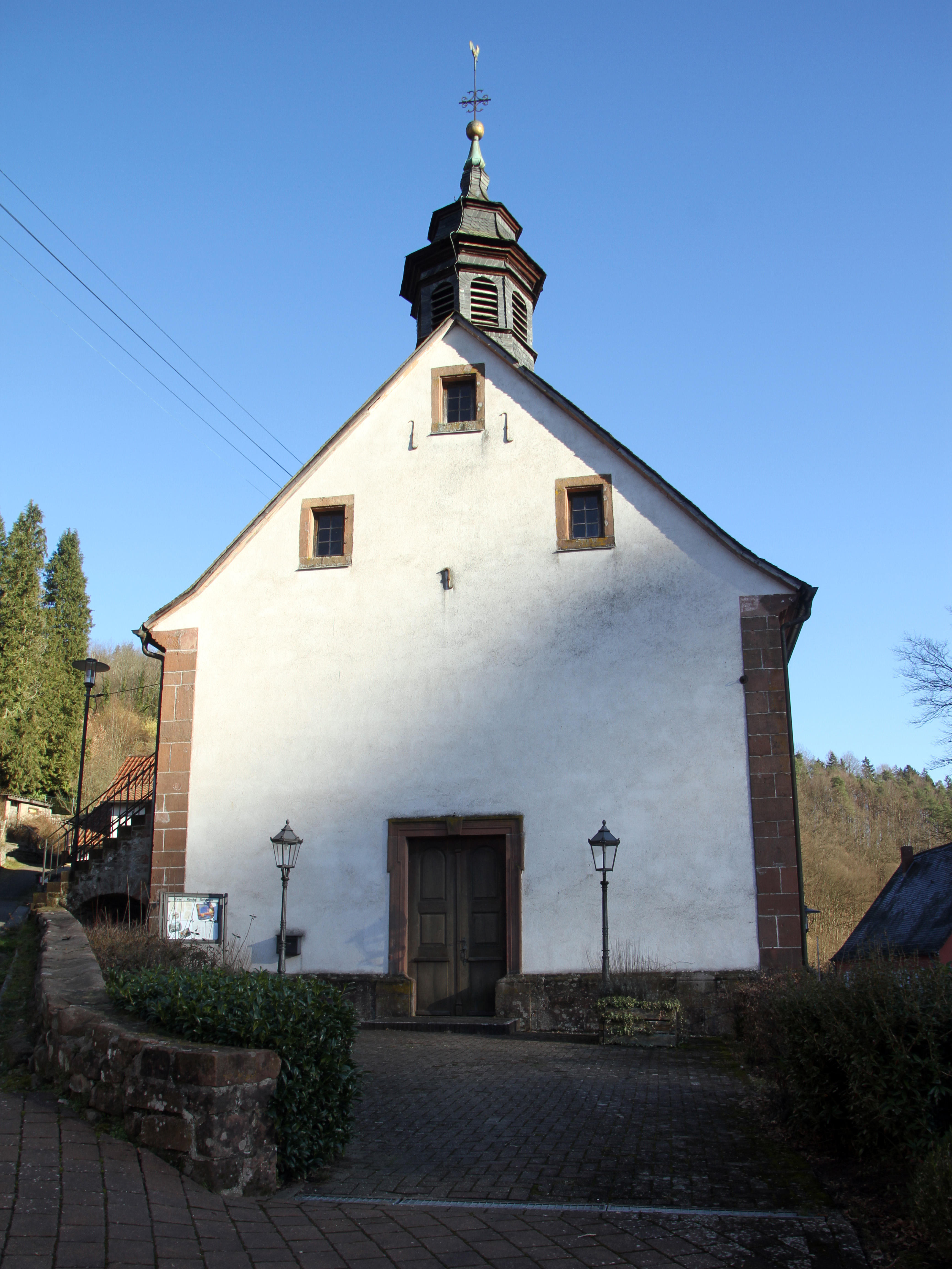
Протестанська церква